# Afghanistan '11
Afghanistan '11 là một wargame máy tính chiến lược theo lượt do hãng Every Single Soldier phát triển và được Slitherine Software phát hành vào năm 2017. Trò chơi lấy bối cảnh cuộc chiến tranh Afghanistan, người chơi được trao quyền điều khiển một khu căn cứ tác chiến tiền phương của quân đội Mỹ có nhiệm vụ ra quân đánh chiếm một loạt ngôi làng từ tay Taliban, đồng thời giành được lòng tin yêu từ dân địa phương, sau đó chuyển giao quyền kiểm soát khu vực này lại cho Quân đội Quốc gia Afghanistan (ANA).

## Lối chơi

Một chiếc xe tải tiếp tế của quân đội Mỹ đang đi ngang qua một đội tuần tra của Taliban.

Trong Afghanistan '11, người chơi chỉ được phép điều khiển một phe duy nhất là quân đội Mỹ, đang trong quá trình đánh chiếm một khu vực thuộc quyền sở hữu của Taliban. Người chơi có thể chơi game này như một phần của phần chơi chiến dịch chính có tới 18 màn hoặc thử sức qua phần chơi giao tranh duy nhất. Một màn chơi kéo dài tới 60 lượt, và đến lượt thứ 50, quân đội Mỹ sẽ rút khỏi khu vực này trao lại quyền kiểm soát cho Quân đội Quốc gia Afghanistan (ANA) mà Mỹ phụ trách việc huấn luyện ở thời điểm hiện tại, và giờ phải cố gắng bảo vệ đội quân này cho đến lượt thứ 60. Người chơi giành chiến thắng trong game nếu giữ vững được quyền kiểm soát khu vực và có số điểm Hearts & Minds (H&M) trên 50 khi tất cả các lượt chơi đều kết thúc. [3].
Để có thể gia tăng điểm H&M thì người chơi phải tìm cách giải trừ thiết bị nổ tự tạo (IED), cung cấp viện trợ nhân đạo, xây dựng cơ sở hạ tầng và hệ thống cấp nước, đồng thời tiêu diệt Taliban. Nếu người chơi để điểm này giảm dần khi gặp trường hợp dân thường bị giết, hoặc khi Taliban tấn công làng mạc và phá hủy cơ sở hạ tầng của Mỹ. Khi điểm số H&M tăng lên, người dân địa phương sẽ sẵn sàng cung cấp cho người chơi thông tin tình báo về Taliban hơn. Để triển khai quân đội đối đầu với địch, người chơi cần sử dụng điểm chính trị (Political Points), đại diện cho sự hỗ trợ trong nước cho cuộc chiến này, người chơi chỉ nhận được điểm này khi đánh bại quân Taliban trên chiến trường, nhưng nếu để đơn vị lính Mỹ của mình bị Taliban giết thì coi như làm giảm số điểm này đi. Bên cạnh đó, việc người chơi phá hủy các cánh đồng anh túc được Taliban dùng để trồng cây thuốc phiện, cũng làm tăng điểm chính trị và làm suy yếu thực lực quân sự của Taliban nhưng với cái giá phải trả là số điểm H&M xuống thấp.
Trò chơi cũng có các sự kiện ngẫu nhiên, chẳng hạn như nạn đào ngũ từ vài đơn vị Quân đội Quốc gia Afghanistan, hoặc khi Không quân Mỹ vô tình không kích trúng một bệnh viện địa phương trong vùng, khiến các cuộc không kích tạm thời trở nên tốn kém hơn cho người chơi.

## Phát triển
Afghanistan '11 được xem là người kế thừa tinh thần của tựa game Vietnam '65, Trò chơi này do chính cựu quân nhân Nam Phi Johan Nagel đảm nhận việc thiết kế, do ông từng có kinh nghiệm đối phó với các cuộc chiến chống nổi dậy trong suốt quãng đời binh nghiệp của mình.
Một năm sau, Every Single Soldier đã cho phát hành gói DLC mang tên Afghanistan 11: Royal Marines vào ngày 6 tháng 9 năm 2018, tập trung vào đơn vị quân đội Anh cùng tên, bổ sung thêm mười màn chơi mới và các loại khí tài mới vào trong game. Ngoài ra, bản DLC này còn bổ sung thêm một cơ chế mới trong lối chơi là các loại xe cộ dân dụng, một vài chiếc trong số đó sẽ chứa bom xe được Taliban dùng để đánh bom liều chết nhắm vào phe của người chơi.
Năm 2018, Afghanistan '11 đã bị xóa khỏi App Store do tựa game này mô tả "một chính phủ cụ thể hoặc thực thể thực khác là thế lực thù địch". Giới game thủ đã chỉ trích việc xóa bỏ này chẳng có mấy ý nghĩa nào cả, cũng như nhiều tựa game lịch sử khác, chẳng hạn như Twilight Struggle và Civilization VI đều được phép tồn tại trên App Store dù cũng có thành phần tham chiến là kẻ đối địch. Slitherine đã phản ứng lại việc chỉ trích này bằng cách nói rằng "Afghanistan '11 có lẽ là wargame duy nhất từng được sản xuất mà việc tiêu diệt kẻ thù không phải là trọng tâm chính của trò chơi."

## Đón nhận
GameWatcher chấm cho game này 7.5/10 điểm, ghi nhận những cải tiến về đồ họa so với Vietnam '65 và sự đa dạng trong các đơn vị quân, nhưng cảm thấy trò chơi bị lỗi game kìm hãm, giao diện người dùng không giải thích được mọi thứ một cách chính xác và một số khía cạnh trong lối chơi thiếu hẳn chiều sâu.
Rock Paper Shotgun đã gọi Afghanistan '11 là "sự thầm lặng chói lọi", ca ngợi giai điệu và lối chơi, nhưng chỉ trích tựa game này chỉ có một tập tin save game cho mỗi mục chơi, không có tùy chọn hoàn tác, cũng như các "tác nhân gây khó chịu nhỏ" khác, chẳng hạn như không thể ra lệnh cho trực thăng cho đến khi cất cánh. Tạp chí Vice cho biết game này "mới mẻ vì nó trông khác biệt hon hẳn so với nhiều tựa game cùng loại khác", nhưng biện minh rằng game kém hơn so với Vietnam '65, cho thấy rằng những màn chơi trong game quá dài và quá giống nhau.
Quarter to Three chấm cho Afghanistan '11 số điểm hoàn hảo là 5 sao, tán dương những thay đổi chính xác về mặt lịch sử trong lối chơi và chiến thuật từ tựa game Vietnam '65. Tương tự như vậy, trong khi trang web Wargamer cũng đánh giá tích cực về tựa game này, họ chỉ trích cách tiếp cận chống nổi dậy của trò chơi: "Chiến lược của người Mỹ nhằm "xây dựng cơ sở hạ tầng, ghé thăm làng mạc cho đến khi kẻ xấu biến mất "được mô phỏng là hoàn toàn khả thi trong những tựa game của Nagel, mặc dùtrên thực tế là hai cuộc chiến lớn của Mỹ phụ thuộc rất nhiều vào chiến lược này bằng bất cứ giá nào đi nữa đều là những thành công vang dội".